# Transport FC
Der Transport Football Club ist ein irischer Fußballverein aus Dublin.

## Geschichte
Der Verein wurde im Jahre 1935 als Werksmannschaft der Córas Iompair Éireann, dem staatlichen Verkehrsunternehmens der Republik Irland, gegründet. Im Jahre 1947 wurde der Transport FC Meister der Leinster Senior League. Ein Jahr später wurde der Verein zusammen mit den Sligo Rovers in die League of Ireland aufgenommen. Sportlich erreichte die Mannschaft zumeist Platzierungen in der unteren Tabellenhälfte. Größte Erfolge waren fünfte Plätze in den Spielzeiten 1948/49 und 1956/57. In der Saison 1961/62 wurde der Transport FC Vorletzter und wurden, kurioserweise zusammen mit den Sligo Rovers, nicht wieder in die Liga hineingewählt.
Erfolgreicher war der Verein im Irischen Pokalwettbewerb, den die Mannschaft im Jahre 1950 gewinnen konnte. Im Endspiel traf die Mannschaft auf Cork Athletic und das Spiel endete 2:2. Da es zur damaligen Zeit noch kein Elfmeterschießen gab, wurde ein Wiederholungsspiel angesetzt, welches ebenfalls 2:2 endete. Erst im zweiten Wiederholungsspiel fiel die Entscheidung, als der Transport FC sich mit 3:1 durchsetzen konnte. Für den Transport FC war es die einzige Finalteilnahme.
Der Transport FC spielte ab 1962 in der Leinster Senior League weiter und wurde dort 1963 Meister und 1974 Vizemeister.

## Erfolge
- Irischer Pokalsieger: 1950
- Meister der Leinster Senior League: 1947, 1963

## Stadien
Während der Jahre in der League of Ireland spielte der Transport FC bis 1951 im Stadion Carlisle Grounds in Bray, County Wicklow. Danach wurde das Harold’s Cross Stadium in Dublin genutzt.

## Persönlichkeiten
- Peter McDonald